# Eccardo IV di San Gallo
Eccardo IV di San Gallo, in tedesco Ekkeard (980 – Abbazia di San Gallo, dopo il 1057), fu un monaco, maestro, cronista e poeta attivo presso il monastero di San Gallo, in Svizzera. È noto soprattutto per essere il principale continuatore delle Cronache di San Gallo, che narrano la storia del monastero.

## Biografia
Proveniente forse dalla regione dell'Alsazia, Eccardo si trasferì presto in Svizzera, facendosi monaco presso l'abbazia di San Gallo. Fu allievo di Notker Labeo nella scuola dell'abbazia; negli anni della sua formazione, su richiesta del suo maestro, scrisse diverse poesie a tema religioso, che decise poi di inserire nel cosiddetto Liber benedictionum (ossia il ms. Sang. 393 della biblioteca dell'abbazia di San Gallo), da lui composto a partire dagli anni '30 dell'XI secolo. All'interno del Liber si trovano anche i Versus ad picturas claustri sancti Galli, una serie di tituli (ossia brevi descrizioni) relativi alla vita di san Gallo, fondatore del monastero. Tali didascalie avrebbero accompagnato le pitture con cui l'abate Burcardo II intendeva decorare i muri interni dell'abbazia; tuttavia, queste non furono mai realizzate.
Alla morte di Notker III, avvenuta nel 1022, Eccardo fu incaricato dall'arcivescovo Aribo di Magonza di dirigere la scuola dell'abbazia di Sant'Albano a Magonza. Ricoprì dunque il ruolo di insegnante fino al 1031, anno in cui, dopo la scomparsa dello stesso Aribo, tornò definitivamente a San Gallo. Durante il soggiorno a Magonza strinse amicizia con Giovanni, futuro abate dell'abbazia di san Massimino a Treviri, a cui è dedicato uno dei due prologhi che aprono il Liber benedictionum.
Sempre a Magonza fu scelto da Aribo come ufficiale rielaboratore della Vita Waltharii manufortis di Ekkeardo I, che erroneamente è stata a lungo identificata con il Waltharius, ma che probabilmente era solo una perduta biografia agiografica. Nella sua continuazione del Casus sancti Galli, Eccardo stesso racconta di aver messo mano a tale lavoro, abolendo i germanismi e avvicinando il testo alla lingua latina. Negli stessi anni ricevette il compito di realizzare una serie di tituli da affiancare al ciclo di affreschi nel Duomo di Magonza; l'ambizioso progetto pittorico fu però interrotto a causa della morte dell'arcivescovo Aribo nell'anno 1031. Il successore Bardo non proseguì l'opera e si limitò ad imbiancare le pareti interne del duomo. Eccardo godette di ottima fama, tanto da venire chiamato ad Ingelheim nel 1030 per recitare la messa di Pasqua in presenza dell'imperatore Corrado II e di sua moglie.
Tornato a San Gallo, Eccardo si dedicò all'attività di insegnante presso la scuola della cattedrale di San Gallo. Gli anni della sua seconda esperienza in Svizzera furono caratterizzati dalla riforma cluniacense, promossa a San Gallo dall'abate Norberto. Molti monaci si mostrarono poco favorevoli al rinnovamento e aderirono controvoglia; tra questi ci fu lo stesso Eccardo: nei Casus sancti Galli si può scorgere un atteggiamento conservatore e polemico nei confronti della riforma, contrapposta alla tramontata età d'oro del monastero.
Durante gli anni di insegnamento a San Gallo, Eccardo si dedicò anche alla produzione letteraria. L'opera più significativa è la continuatio della cronaca abbaziale iniziata da Ratperto nel IX secolo, i Casus sancti Galli. La sua narrazione riprende dall'anno 883 e si interrompe con gli eventi del 972. Mise insieme inoltre il Liber benedictionum, raccogliendo in un manoscritto autografo (ms Sang. 393) diversi testi realizzati nel corso della sua vita, compresi gli esercizi giovanili svolti sotto la guida del maestro Notker III. Eccardo continuò ad apportare modifiche, aggiunte e glosse al manoscritto fino agli ultimi anni di vita; è stata riconosciuta la sua mano anche dietro numerosi altri codici della biblioteca di San Gallo. Inoltre, s'impegnò come traduttore in latino del Canto in lode di san Gallo di Ratperto.
Nel necrologio di San Gallo è indicato il giorno 21 ottobre come data di morte di Eccardo, ma resta incerto l'anno in cui essa è avvenuta. Analizzando le glosse presenti nei manoscritti, l'ultima traccia certa rimanda all'estate del 1057, poiché fa riferimento alla morte del papa Vittore II (avvenuta il 28 luglio 1057). Pertanto, gli studiosi considerano plausibile che la scomparsa del monaco si possa collocare tra il 1057 e il 1060.
I Casus santi Galli furono l'opera di Eccardo con maggiore fortuna. Infatti, le sue descrizioni vennero utilizzate sia da Gustav Freytag per il suo Ritratto del passato della Germania sia da Joseph Viktor von Scheffel per il suo romanzo Ekkehard (su Eccardo II di San Gallo).

## Opere

### Casus Sancti Galli (continuatio)
I Casus sancti Galli sono una cronaca dell'abbazia di San Gallo iniziata da Ratperto nel IX secolo e proseguita poi da Eccardo IV. La continuatio non segue lo stile rigido delle cronache tradizionali: viene lasciato molto spazio ad aneddoti, dialoghi ed elogi di monaci e benefattori, offrendo così informazioni preziose sulla società e cultura sangallese del IX e X secolo.

### Liber benedictionum
Il Liber benedictionum è un manoscritto autografo di Eccardo IV, allestito a partire dagli anni '30 dell'XI secolo. Contiene opere in versi di varia natura, composte dallo stesso Eccardo nel corso della sua attività letteraria. Il codice unisce componimenti giovanili a testi più maturi, senza seguire una scansione cronologica rigorosa; è inoltre pieno di correzioni, annotazioni e glosse autografe.

### Altre opere

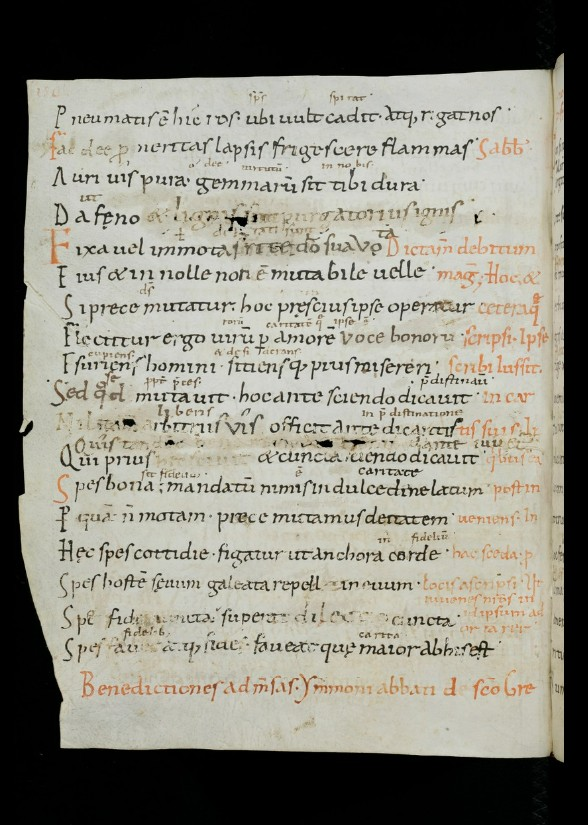
Liber benedictionum, pag. 184. La glossa marginale in inchiostro rosso spiega che molte poesie sono state scritte nel periodo di formazione a San Gallo, sotto la guida di Notker III. https://e-codices.ch/en/csg/0393/184

#### Dictamen de lege ornandi
Nel ms Sang. 621 [p. 352] è riportato il Dictamen de lege ornandi, una lettera metrica in esametri leonini rivolta al fratello Immo. In essa, Eccardo espone la sua teoria sulla composizione poetica, spiegando al fratello il modo ideale di fare poesia. Secondo l'autore, la chiave consiste nel cercare l'ornatus attraverso le scelte lessicali: bisogna evitare i germanismi, limitare il lessico quotidiano e adoperare termini ricercati e poetici. Questa considerazione del lessico come elemento decorativo delle poesie richiama le idee di Cicerone, che distingueva l'ornamento simplex (dato dai sinonimi) e quello collocatum (cioè l'uso metaforico di parole antiche e insolite). Infine, Eccardo sottolinea l'importanza di saper adattare lo stile alla situazione.

##### Testi agiografici e liturgici
In vista della canonizzazione di santa Viborata di San Gallo, Eccardo ha rivisto la Vita sanctae Wiboradae scritta da Eccardo I. La redazione originale del testo si data alla metà del X secolo, quando si è iniziata a sentire l'esigenza di mettere in forma scritta la storia della santa, morta come martire nell'anno 926. Secondo la testimonianza di un passo dei Casus sancti Galli, Eccardo avrebbe rielaborato anche la Vita Waltharii manufortis, altra opera di Eccardo I. Ha poi realizzato una prefazione per il Metrum de vita sancti Galli di Notker I di San Gallo, al quale ha aggiunto anche glosse e lievi modifiche.
Per quanto riguarda l'ambito musicale, ha inoltre scritto un resoconto intenzionato a mostrare il forte legame tra i canti sangallesi e la tradizione romana, rielaborando le informazioni presenti nella Vita Gregorii Magni di Giovanni Diacono e nei Gesta Karoli Magni di Notker I. È probabile che Eccardo sia l'autore di alcuni responsori riferiti a Otmar di San Gallo e di alcuni tropi del Te Deum di San Gallo.

##### Glosse
Infine, è degna di nota la vasta serie di glosse presenti in oltre 60 manoscritti della biblioteca di San Gallo, compreso l'autografo Liber benedictionum (Sang. 393). Proprio nel Liber si può trovare un'annotazione interessante relativa alla natura delle poesie contenute nel codice: a p. 184 Eccardo spiega infatti che alcuni componimenti della raccolta sono stati scritti per ordine del suo maestro Notker III, che ha fornito personalmente ai suoi studenti i fogli di pergamena su cui scrivere. Le glosse di Eccardo si trovano su codici di contenuto diverso: scolastici, patristici, agiografici, storiografici, biblici, teologici e di diritto canonico. Alcune delle annotazioni più rilevanti sono nel Salterio di Notker I (ms. Sang. 21), in lingua tedesca, e nel ms. Sang 621, che contiene l'Historia adversos paganos di Orosio.

## Riferimenti